# Medina albomarginata
Medina albomarginata là một loài ruồi trong họ Tachinidae.